# Carola Ciszewski
Carola Ciszewski (geboren am 1. Juni 1968 in Merseburg) ist eine ehemalige deutsche Handballspielerin. Sie wurde 1993 mit der deutschen Nationalmannschaft Weltmeisterin.

## Vereinskarriere
Carola Ciszewski begann mit dem Handballspiel bei der BSG Wismut Schneeberg, von der sie im Jahr 1981 im Alter von 13 Jahren zum SC Leipzig wechselte. Mit dem Leipziger Team spielte sie in der höchsten Spielklasse der Deutschen Demokratischen Republik, der Oberliga, und in der Handball-Bundesliga.
Mit dem SC Leipzig bzw. dem VfB Leipzig gewann die 1,79 Meter große und 68 kg schwere Spielerin zwei Mal den IHF-Pokal (1985/1986 und 1991/1992), wurde DDR-Meisterin in der Spielzeit 1983/1984 und der Spielzeit 1987/1988 und gewann zudem im Jahr 1991 die letzte Spielzeit der Oberliga. Sie war Deutsche Meisterin in der Spielzeit 1997/1998 und der Spielzeit 1998/1999.

## Nationalmannschaft
Carola Ciszewski bestritt Jugend- und Juniorenländerspiele für die Auswahl der Deutschen Demokratischen Republik und belegte mit dem DDR-Nachwuchsteam 1984 und 1986 jeweils den zweiten Platz beim Handball-Turnier im Rahmen internationaler Jugendwettkämpfe.
Sie spielte für die Frauen-Handballnationalmannschaft der DDR und belegte bei der Weltmeisterschaft 1990 in Südkorea mit der ostdeutschen Nationalmannschaft den dritten Platz. Mit der deutschen Nationalmannschaft spielte sie bei den Olympischen Spielen 1992, wo das Team den vierten Platz belegte und gewann die Handball-Weltmeisterschaft der Frauen 1993.
Carola Ciszewski absolvierte 149 Länderspiele.